# یواس‌اس اس-۲۴ (اس‌اس-۱۲۹)
یواس‌اس اس-۲۴ (اس‌اس-۱۲۹) (به انگلیسی: USS S-24 (SS-129)) یک زیردریایی بود که طول آن ۲۱۹ فوت ۳ اینچ (۶۶٫۸۳ متر) بود. این زیردریایی در سال ۱۹۲۲ ساخته شد.